# 茨城県特別支援学校一覧
茨城県特別支援学校一覧（いばらきけんとくべつしえんがっこういちらん）は、茨城県の特別支援学校の一覧。

## 国立特別支援学校

### ひたちなか市
- 茨城大学教育学部附属特別支援学校

## 公立特別支援学校

### 特別支援学校（知的障害、肢体不自由、病弱教育）

#### 鹿嶋市
- 茨城県立鹿島特別支援学校

#### 笠間市
- 茨城県立友部特別支援学校
- 茨城県立友部東特別支援学校

#### 北茨城市
- 茨城県立北茨城特別支援学校

#### 下妻市
- 茨城県立下妻特別支援学校

#### 筑西市
- 茨城県立協和特別支援学校

#### つくば市
- 茨城県立つくば特別支援学校

#### つくばみらい市
- 茨城県立伊奈特別支援学校

#### 土浦市
- 茨城県立土浦特別支援学校

#### 日立市
- 日立市立日立特別支援学校

#### ひたちなか市
- 茨城県立勝田特別支援学校

#### 水戸市
- 茨城県立水戸特別支援学校
- 茨城県立水戸飯富特別支援学校
- 茨城県立水戸高等特別支援学校
- 茨城県立内原特別支援学校

#### 結城市
- 茨城県立結城特別支援学校

#### 美浦村
- 茨城県立美浦特別支援学校

#### 大子町
- 茨城県立大子特別支援学校

#### 境町
- 茨城県立境特別支援学校

### 特別支援学校（視覚障害）

#### 水戸市
- 茨城県立盲学校

### 特別支援学校（聴覚障害）

#### 水戸市
- 茨城県立水戸聾学校

#### 阿見町
- 茨城県立霞ヶ浦聾学校